# Uropeltis beddomii
Espèce
Synonymes
- Silybura beddomii Günther, 1862

Statut de conservation UICN

 DD  : Données insuffisantes
Uropeltis beddomii est une espèce de serpents de la famille des Uropeltidae.

## Répartition
Cette espèce est endémique des Anaimalai Hills au Kerala dans le sud de l'Inde.

## Étymologie
Cette espèce est nommée en l'honneur de Richard Henry Beddome

## Publication originale
- Günther, 1862 : On new species of snakes in the collection of the British Museum. Annals and Magazine of Natural History, ser. 3, vol. 9, p. 52-67 (texte intégral).